# Persone di nome Matteo
| Questa pagina contiene informazioni ricavate automaticamente dalle voci biografiche con l'ausilio del template Bio e di un bot. L'aggiornamento è periodico e automatico e ricostruisce completamente la pagina. Se manca una persona in questa lista, sei pregato di non aggiungerla, ma accertati piuttosto che la sua voce biografica contenga il template Bio e che i dati anagrafici siano correttamente compilati. Se il template Bio manca, inseriscilo tu stesso o, in alternativa, metti l'avviso {{tmp\|Bio}} che ne segnala la mancanza. Se i dati riportati sono sbagliati, correggi direttamente la voce biografica; le modifiche saranno visibili in questa lista entro pochi giorni. Per chiarimenti vedi il progetto antroponimi. La lista contiene solo le 633 persone che sono citate nell'enciclopedia e per le quali è stato implementato correttamente il template Bio. Pagina aggiornata al 6 ago 2025. |

Questa è una lista di persone presenti nell'enciclopedia che hanno il nome Matteo, suddivise per attività principale.

## Abati(2)
- Matteo Jacuzio, abate e scrittore italiano (Forino, n. 1716 - Aversa, † 1780)
- Matteo Vitari, abate e vescovo cattolico italiano (Cerenzia - Cerenzia)

## Allenatori di calcio(10)
- Matteo Abbate, allenatore di calcio e ex calciatore italiano (Orbetello, n. 1983)
- Matteo Andreoletti, allenatore di calcio e ex calciatore italiano (Alzano Lombardo, n. 1989)
- Matteo Centurioni, allenatore di calcio e ex calciatore italiano (Venezia, n. 1974)
- Matteo Ciofani, allenatore di calcio e ex calciatore italiano (Avezzano, n. 1988)
- Matteo Contini, allenatore di calcio e ex calciatore italiano (Varese, n. 1980)
- Matteo Mancosu, allenatore di calcio e ex calciatore italiano (Cagliari, n. 1984)
- Matteo Melara, allenatore di calcio e ex calciatore italiano (Mirandola, n. 1979)
- Matteo Paro, allenatore di calcio e ex calciatore italiano (Asti, n. 1983)
- Matteo Serafini, allenatore di calcio e ex calciatore italiano (Brescia, n. 1978)
- Matteo Villa, allenatore di calcio e ex calciatore italiano (Vimercate, n. 1970)

## Allenatori di pallacanestro(1)
- Matteo Boniciolli, allenatore di pallacanestro italiano (Trieste, n. 1962)

## Allenatori di pallavolo(1)
- Matteo Bertini, allenatore di pallavolo italiano (Verona, n. 1977)

## Allenatori di tennis(2)
- Matteo Donati, allenatore di tennis e ex tennista italiano (Alessandria, n. 1995)
- Matteo Viola, allenatore di tennis e ex tennista italiano (Venezia, n. 1987)

## Alpinisti(1)
- Matteo Della Bordella, alpinista e arrampicatore italiano (Varese, n. 1984)

## Altisti(1)
- Matteo Sioli, altista italiano (Milano, n. 2005)

## Anatomisti(1)
- Realdo Colombo, anatomista e scienziato italiano (Cremona, n. 1516 - Roma, † 1559)

## Arbitri di calcio(5)
- Matteo Apricena, ex arbitro di calcio italiano (Ischitella, n. 1959)
- Matteo Gariglio, arbitro di calcio italiano (Pinerolo, n. 1988)
- Matteo Marcenaro, arbitro di calcio italiano (Genova, n. 1992)
- Matteo Marchetti, arbitro di calcio italiano (Roma, n. 1989)
- Matteo Trefoloni, ex arbitro di calcio italiano (Siena, n. 1971)

## Archeologi(1)
- Matteo Della Corte, archeologo e epigrafista italiano (Cava de' Tirreni, n. 1875 - Pompei, † 1962)

## Architetti(11)
- Matteo Alberti, architetto italiano (Venezia, n. 1660 - Düsseldorf, † 1716)
- Matteo Bartolini, architetto italiano (Città di Castello - Roma)
- Matteo Carnilivari, architetto italiano (Noto)
- Matteo Castelli, architetto svizzero (Melide - Varsavia, † 1632)
- Matteo Lovatti, architetto italiano (Roma, n. 1769 - Roma, † 1849)
- Matteo Nigetti, architetto e scultore italiano (Firenze - † 1648)
- Matteo Nuti, architetto italiano (Colfiorito - Fano, † 1470)
- Matteo Pertsch, architetto austriaco (Buchhorn, n. 1769 - Trieste, † 1834)
- Matteo Raverti, architetto e scultore italiano (Lombardia)
- Matteo Thun, architetto e designer italiano (Bolzano, n. 1952)
- Gattapone, architetto italiano (Gubbio - Gubbio, † 1383)

## Arcivescovi cattolici(7)
- Matteo Basile, arcivescovo cattolico italiano (Parete, n. 1673 - Palermo, † 1736)
- Matteo Caraman, arcivescovo cattolico e filologo dalmata (Spalato, n. 1700 - Zara, † 1771)
- Matteo Orsini, arcivescovo cattolico e cardinale italiano (Roma - Avignone, † 1340)
- Matteo Rinuccini, arcivescovo cattolico italiano (Firenze - † 1582)
- Matteo Sanminiato, arcivescovo cattolico italiano (Firenze - Chieti, † 1607)
- Matteo Gennaro Testa Piccolomini, arcivescovo cattolico italiano (Napoli, n. 1708 - † 1782)
- Matteo Trigona, arcivescovo cattolico italiano (Piazza Armerina, n. 1679 - Piazza Armerina, † 1753)

## Arcivescovi cristiani orientali(1)
- Matteo III di Alessandria, arcivescovo cristiano orientale egiziano (Egitto - Egitto, † 1646)

## Arcivescovi ortodossi(3)
- Matteo II di Costantinopoli, arcivescovo ortodosso greco († 1603)
- Matteo I di Costantinopoli, arcivescovo ortodosso bizantino († 1410)
- Matteo I di Alessandria, arcivescovo ortodosso greco (Andros - Monte Athos, † 1766)

## Arrampicatori(1)
- Matteo Zurloni, arrampicatore italiano (Segrate, n. 2002)

## Artisti(4)
- Matteo Silva, artista e compositore italiano (Ulma, n. 1960)
- Matteo Emery, artista svizzero (Lugano, n. 1955)
- Matteo Guarnaccia, artista, critico d'arte e viaggiatore italiano (Milano, n. 1954 - Milano, † 2022)
- Matteo Negri, artista italiano (San Donato Milanese, n. 1982)

## Artisti marziali(1)
- Matteo Bernardi, artista marziale italiano (Padova, n. 1990)

## Astisti(2)
- Matteo Oliveri, astista italiano (Sanremo, n. 2002)
- Matteo Rubbiani, astista italiano (Carpi, n. 1978)

## Astronomi(1)
- Matteo Santangelo, astronomo italiano

## Attori(15)
- Matteo Reza Azchirvani, attore italiano (Novara, n. 1973)
- Matteo Bellina, attore italiano (Milano, n. 1979)
- Matteo Branciamore, attore e cantante italiano (Roma, n. 1981)
- Matteo Creatini, attore e cantante italiano (Firenze, n. 1995)
- Matteo Oscar Giuggioli, attore italiano (Rho, n. 2000)
- Matteo Leoni, attore e comico italiano (Milano, n. 1990)
- Matteo Martari, attore italiano (Verona, n. 1983)
- Matteo Ripaldi, attore italiano (Roma, n. 1983)
- Matteo Scattaretico, attore italiano (Roma, n. 2000)
- Matteo Simoni, attore belga (Hasselt, n. 1987)
- Matteo Spinola, attore italiano (Carpi, n. 1929 - Cetona, † 2006)
- Matteo Taranto, attore e regista italiano (La Spezia, n. 1976)
- Matteo Tosi, attore e sceneggiatore italiano (Rovigo, n. 1970)
- Matteo Urzia, attore italiano (Roma, n. 1989)
- Matteo Villa, attore italiano (Milano, n. 1989)

## Attori teatrali(3)
- Matteo Belli, attore teatrale e regista teatrale italiano (Bologna, n. 1964)
- Matteo Caccia, attore teatrale e conduttore radiofonico italiano (Novara, n. 1975)
- Matteo Silvestri, attore teatrale italiano (Camposampiero, n. 1978)

## Avvocati(4)
- Matteo Adinolfi, avvocato e politico italiano (Salerno, n. 1885 - Roma, † 1953)
- Matteo Brigandì, avvocato e politico italiano (Messina, n. 1952 - Torino, † 2024)
- Matteo Cristiano, avvocato italiano (Castelgrande, n. 1616 - Napoli, † 1653)
- Matteo de Augustinis, avvocato e economista italiano (Felitto, n. 1799 - Napoli, † 1845)

## Banchieri(1)
- Matteo Arpe, banchiere e dirigente d'azienda italiano (Milano, n. 1964)

## Baritoni(1)
- Matteo Manuguerra, baritono francese (Tunisi, n. 1924 - Montpellier, † 1998)

## Bobbisti(1)
- Matteo Torchio, bobbista italiano (Asti, n. 1983)

## Botanici(2)
- Matteo Caccini, botanico italiano (Firenze, n. 1573 - Firenze, † 1640)
- Matteo di San Giuseppe, botanico, medico e linguista italiano (Marcianise, n. 1612 - Taffa, † 1691)

## Canottieri(6)
- Matteo Castaldo, canottiere italiano (Napoli, n. 1985)
- Matteo Lodo, canottiere italiano (Terracina, n. 1994)
- Matteo Mulas, canottiere italiano (Terni, n. 1992)
- Matteo Sartori, canottiere italiano (Fondi, n. 2002)
- Matteo Stefanini, canottiere italiano (Pisa, n. 1984)
- Matteo Tonelli, canottiere italiano (Terni, n. 2000)

## Cantanti(1)
- Matteo Brancaleoni, cantante, attore e giornalista italiano (Milano, n. 1981)

## Cantautori(5)
- Matteo Becucci, cantautore italiano (Livorno, n. 1970)
- Matteo Faustini, cantautore e musicista italiano (Brescia, n. 1994)
- Mobrici, cantautore italiano (Legnano, n. 1989)
- Matteo Romano, cantautore italiano (Cuneo, n. 2002)
- Matteo Salvatore, cantautore italiano (Apricena, n. 1925 - Foggia, † 2005)

## Cardinali(8)
- Matteo Contarelli, cardinale francese (Morannes, n. 1519 - Roma, † 1585)
- Matteo Eustachio Gonella, cardinale e arcivescovo cattolico italiano (Torino, n. 1811 - Roma, † 1870)
- Matteo d'Acquasparta, cardinale, teologo e filosofo italiano (Acquasparta, n. 1240 - Roma, † 1302)
- Matteo da Cracovia, cardinale e vescovo cattolico tedesco (Cracovia - Worms, † 1410)
- Matteo Rubeo Orsini, cardinale italiano (Roma - Roma, † 1305)
- Matteo Priuli, cardinale italiano (Venezia, n. 1577 - Roma, † 1624)
- Matteo Schiner, cardinale, politico e diplomatico svizzero (Mühlebach - Roma, † 1522)
- Matteo Maria Zuppi, cardinale e arcivescovo cattolico italiano (Roma, n. 1955)

## Cartografi(3)
- Matteo Fiorini, cartografo e geodeta italiano (Felizzano, n. 1827 - Bologna, † 1901)
- Matteo Prunes, cartografo spagnolo (Maiorca, n. 1532 - † 1594)
- Matteo Vinzoni, cartografo italiano (Levanto, n. 1690 - Levanto, † 1773)

## Cestisti(27)
- Matteo Anchisi, ex cestista italiano (Milano, n. 1971)
- Matteo Berti, cestista italiano (Padova, n. 1998)
- Matteo Bertolazzi, cestista italiano (Parma, n. 1979 - Parma, † 2013)
- Matteo Canavesi, ex cestista italiano (Gallarate, n. 1986)
- Matteo Cavagnini, cestista italiano (Brescia, n. 1974)
- Matteo Chillo, cestista italiano (Bologna, n. 1993)
- Matteo Da Ros, cestista italiano (Milano, n. 1989)
- Matteo Fallucca, cestista italiano (Roma, n. 1993)
- Matteo Fantinelli, cestista italiano (Faenza, n. 1993)
- Matteo Formenti, cestista italiano (Desio, n. 1982)
- Matteo Frassineti, cestista italiano (Forlì, n. 1987)
- Matteo Grampa, cestista italiano (Busto Arsizio, n. 1991)
- Matteo Imbrò, cestista italiano (Agrigento, n. 1994)
- Matteo Laganà, cestista italiano (Melito di Porto Salvo, n. 2000)
- Matteo Lanza, ex cestista italiano (Verona, n. 1964)
- Matteo Librizzi, cestista italiano (Varese, n. 2002)
- Matteo Maestrello, ex cestista italiano (Jesolo, n. 1981)
- Matteo Malaventura, ex cestista italiano (Fano, n. 1978)
- Matteo Martini, cestista italiano (Livorno, n. 1992)
- Matteo Negri, cestista italiano (Bologna, n. 1991)
- Matteo Nobile, ex cestista e allenatore di pallacanestro italiano (Verona, n. 1973)
- Matteo Panichi, ex cestista e preparatore atletico italiano (Firenze, n. 1972)
- Matteo Piccoli, cestista italiano (Varese, n. 1995)
- Matteo Soragna, ex cestista e telecronista sportivo italiano (Mantova, n. 1975)
- Matteo Spagnolo, cestista italiano (Brindisi, n. 2003)
- Matteo Spippoli, ex cestista italiano (Perugia, n. 1981)
- Matteo Tambone, cestista italiano (Graz, n. 1994)

## Chitarristi(1)
- Matteo Carcassi, chitarrista e compositore italiano (Firenze, n. 1796 - Parigi, † 1853)

## Ciclisti su strada(20)
- Matteo Amella, ex ciclista su strada italiano (San Biagio Platani, n. 2001)
- Matteo Badilatti, ciclista su strada svizzero (Poschiavo, n. 1992)
- Matteo Bono, ex ciclista su strada italiano (Iseo, n. 1983)
- Matteo Busato, ex ciclista su strada italiano (Resana, n. 1987)
- Matteo Carrara, ex ciclista su strada italiano (Alzano Lombardo, n. 1979)
- Matteo Dal-Cin, ciclista su strada canadese (Ottawa, n. 1991)
- Matteo Fabbro, ciclista su strada italiano (Udine, n. 1995)
- Matteo Fedi, ex ciclista su strada italiano (Pistoia, n. 1988)
- Matteo Frutti, ex ciclista su strada italiano (Trescore Balneario, n. 1975)
- Matteo Jorgenson, ciclista su strada statunitense (Walnut Creek, n. 1999)
- Matteo Malucelli, ciclista su strada e pistard italiano (Forlì, n. 1993)
- Matteo Montaguti, ex ciclista su strada e pistard italiano (Forlì, n. 1984)
- Matteo Moschetti, ciclista su strada italiano (Robecco sul Naviglio, n. 1996)
- Matteo Pelucchi, ex ciclista su strada e pistard italiano (Giussano, n. 1989)
- Matteo Priamo, ex ciclista su strada italiano (Castelfranco Veneto, n. 1982)
- Matteo Rabottini, ciclista su strada italiano (Pescara, n. 1987)
- Matteo Scalco, ciclista su strada italiano (Thiene, n. 2004)
- Matteo Sobrero, ciclista su strada italiano (Alba, n. 1997)
- Matteo Spreafico, ciclista su strada italiano (Erba, n. 1993)
- Matteo Trentin, ciclista su strada italiano (Borgo Valsugana, n. 1989)

## Clavicembalisti(1)
- Matteo Messori, clavicembalista e organista italiano (Bologna, n. 1976)

## Compositori(10)
- Matteo Capranica, compositore e organista italiano (n. 1708 - Napoli)
- Matteo Cremolini, compositore e chitarrista italiano (La Spezia, n. 1971)
- Matteo Franceschini, compositore italiano (Trento, n. 1979)
- Matteo da Perugia, compositore italiano (Perugia - Milano)
- Matteo D'Amico, compositore italiano (Roma, n. 1955)
- Matteo Musumeci, compositore italiano (Catania, n. 1976)
- Matteo Rauzzini, compositore italiano (Camerino, n. 1754 - Dublino, † 1791)
- Matteo Saggese, compositore e pianista italiano (Salerno, n. 1960)
- Matteo Salvi, compositore e regista teatrale italiano (Botta di Sedrina, n. 1816 - Rieti, † 1887)
- Matteo Tosi, compositore e direttore di coro italiano (Rimini, n. 1884 - Rimini, † 1959)

## Condottieri(3)
- Matteo di Foix-Béarn, condottiero francese († 1398)
- Matteo Prandone, condottiero italiano (Piacenza - Asti, † 1526)
- Matteo di Capua, condottiero italiano (n. 1425 - † 1481)

## Criminali(1)
- Matteo Boe, criminale italiano (Lula, n. 1957)

## Critici d'arte(1)
- Matteo Marangoni, critico d'arte, storico dell'arte e compositore italiano (Firenze, n. 1876 - Pisa, † 1958)

## Critici letterari(1)
- Matteo Marchesini, critico letterario italiano (Castelfranco Emilia, n. 1979)

## Diplomatici(1)
- Matteo Botti, diplomatico italiano (n. 1570 - † 1621)

## Direttori d'orchestra(1)
- Matteo Beltrami, direttore d'orchestra italiano (Genova, n. 1975)

## Direttori della fotografia(1)
- Matteo Cocco, direttore della fotografia italiano (n. 1985)

## Dirigenti d'azienda(2)
- Matteo Del Fante, dirigente d'azienda e dirigente pubblico italiano (Firenze, n. 1967)
- Matteo Pelli, manager, conduttore televisivo e scrittore svizzero (Lugano, n. 1978)

## Dirigenti sportivi(2)
- Matteo Pellicone, dirigente sportivo italiano (Reggio Calabria, n. 1935 - Roma, † 2013)
- Matteo Superbi, dirigente sportivo e ex calciatore italiano (Finale Emilia, n. 1969)

## Disc jockey(2)
- DJ Shocca, disc jockey e beatmaker italiano (Treviso, n. 1979)
- DJ Matrix, disc jockey, cantante e produttore discografico italiano (Schio, n. 1987)

## Dogi(2)
- Matteo Franzoni, doge (Genova, n. 1682 - Genova, † 1767)
- Matteo Senarega, doge (n. 1534 - Genova, † 1606)

## Doppiatori(3)
- Matteo Garofalo, doppiatore italiano (Avezzano, n. 1993)
- Matteo Zanotti, doppiatore italiano (Mantova, n. 1966)
- Matteo De Mojana, doppiatore e attore teatrale italiano (Milano, n. 1989)

## Drammaturghi(1)
- Matteo De Simone, drammaturgo e sceneggiatore italiano (Caserta, n. 1955)

## Economisti(2)
- Matteo Biffi Tolomei, economista e politico italiano (Firenze, n. 1730 - Toscana, † 1808)
- Matteo Mainardi, economista, matematico e filosofo italiano (Bologna)

## Fantini(2)
- Matteo Brandani, fantino italiano (Taverne d'Arbia, n. 1784 - Siena, † 1840)
- Matteo Marzi, fantino italiano (San Regolo, n. 1772 - Siena, † 1808)

## Filologi(1)
- Matteo Procopio, filologo, presbitero e letterato italiano (Savoca, n. 1753 - Savoca, † 1811)

## Filosofi(4)
- Matteo Donia, filosofo, poeta e medico italiano (Palermo - Palermo)
- Matteo Motterlini, filosofo e economista italiano (Milano, n. 1967)
- Matteo Peregrini, filosofo italiano (Castel San Pietro Terme, n. 1595 - Roma, † 1652)
- Matteo Tafuri, filosofo e medico italiano (Soleto, n. 1492 - Soleto, † 1584)

## Fumettisti(3)
- Matteo Alemanno, fumettista italiano (Lecce, n. 1967)
- Matteo Bussola, fumettista, scrittore e conduttore radiofonico italiano (Verona, n. 1971)
- Matteo Resinanti, fumettista italiano (Milano, n. 1969)

## Funzionari(3)
- Matteo Bruni, funzionario britannico (Winchester, n. 1976)
- Matteo Piantedosi, prefetto e politico italiano (Napoli, n. 1963)
- Matteo da Salerno, funzionario e politico italiano (Salerno - Palermo, † 1193)

## Generali(4)
- Matteo Albertone, generale italiano (Alessandria, n. 1840 - Roma, † 1919)
- Matteo Annibale Arnaldi, generale italiano (Finale Ligure, n. 1801 - Brescia, † 1859)
- Matteo Grifoni, generale italiano (Sant'Angelo in Vado - Crema)
- Matteo Roux, generale italiano (Bellino, n. 1881 - Chiavari, † 1952)

## Gesuiti(2)
- Matteo Liberatore, gesuita, teologo e filosofo italiano (Salerno, n. 1810 - Roma, † 1892)
- Matteo Ricci, gesuita, matematico e cartografo italiano (Macerata, n. 1552 - Pechino, † 1610)

## Ginnasti(3)
- Matteo Angioletti, ex ginnasta italiano (Monza, n. 1980)
- Matteo Levantesi, ginnasta italiano (Fermo, n. 1997)
- Matteo Morandi, ginnasta italiano (Vimercate, n. 1981)

## Giocatori di beach volley(2)
- Matteo Cecchini, giocatore di beach volley italiano (Ancona, n. 1990)
- Matteo Ingrosso, giocatore di beach volley italiano (Fortaleza, n. 1988)

## Giocatori di biliardo(1)
- Matteo Gualemi, giocatore di biliardo italiano (Firenze, n. 1988)

## Giocatori di calcio a 5(1)
- Matteo Biscossi, giocatore di calcio a 5 italiano (Roma, n. 1998)

## Giocatori di curling(2)
- Matteo Bernardi, giocatore di curling italiano (Pieve di Cadore, n. 1991)
- Matteo Siorpaes, giocatore di curling italiano (Pieve di Cadore, n. 1988)

## Giocatori di football americano(2)
- Matteo Felli, giocatore di football americano italiano (Cremona, n. 1988)
- Matteo Spada, giocatore di football americano italiano (Faenza, n. 1984)

## Giornalisti(9)
- Matteo Bartocci, giornalista italiano (Roma, n. 1975)
- Matteo Berti, giornalista e conduttore televisivo italiano (Prato, n. 1977)
- Matteo Bordone, giornalista, conduttore radiofonico e conduttore televisivo italiano (Varese, n. 1974)
- Matteo Collura, giornalista e scrittore italiano (Agrigento, n. 1945)
- Matteo Cosenza, giornalista italiano (Castellammare di Stabia, n. 1949)
- Matteo Dotto, giornalista italiano (Genova, n. 1963)
- Matteo Marani, giornalista e dirigente sportivo italiano (Bologna, n. 1970)
- Matteo Musso, giornalista italiano (Torino, n. 1980)
- Matteo Scanni, giornalista e regista italiano (Milano, n. 1970 - Milano, † 2022)

## Giuristi(4)
- Matteo d'Afflitto, giurista italiano (Napoli, n. 1447 - Napoli, † 1523)
- Matteo Bruni, giurista italiano (Rimini, n. 1503 - Rimini, † 1575)
- Matteo Gribaldi Moffa, giurista italiano (Chieri - Farges, † 1564)
- Matteo Pescatore, giurista, magistrato e politico italiano (San Giorgio Canavese, n. 1810 - Reaglie, † 1879)

## Golfisti(1)
- Matteo Manassero, golfista italiano (Negrar di Valpolicella, n. 1993)

## Hockeisti su ghiaccio(4)
- Matteo Gennaro, hockeista su ghiaccio canadese (Saint Albert, n. 1997)
- Matteo Nodari, hockeista su ghiaccio svizzero (Lugano, n. 1987)
- Matteo Rasom, hockeista su ghiaccio italiano (Bolzano, n. 1986)
- Matteo Tessari, ex hockeista su ghiaccio italiano (Asiago, n. 1989)

## Hockeisti su pista(1)
- Matteo Zucchetti, hockeista su pista italiano (Prato, n. 1997)

## Imprenditori(5)
- Matteo Achilli, imprenditore italiano (Roma, n. 1992)
- Matteo Cambi, imprenditore italiano (Carpi, n. 1977)
- Matteo Manfredi, imprenditore italiano (Pavia, n. 1979)
- Matteo Marzotto, imprenditore, funzionario e dirigente d'azienda italiano (Roma, n. 1966)
- Matteo Schilizzi, imprenditore e filantropo italiano (Livorno, n. 1858 - Napoli, † 1905)

## Ingegneri(1)
- Matteo Lucchesi, ingegnere e architetto italiano (Venezia, n. 1705 - Venezia, † 1776)

## Judoka(2)
- Matteo Marconcini, ex judoka e allenatore di judo italiano (Arezzo, n. 1989)
- Matteo Medves, judoka italiano (Monfalcone, n. 1994)

## Kickboxer(1)
- Matteo Milani, kickboxer e taekwondoka italiano (Bergamo, n. 1995)

## Librettisti(1)
- Matteo Noris, librettista italiano (Venezia - Treviso, † 1714)

## Linguisti(1)
- Matteo Giulio Bartoli, linguista e glottologo italiano (Albona, n. 1873 - Torino, † 1946)

## Liutai(1)
- Matteo Goffriller, liutaio italiano (Bressanone, n. 1659 - Venezia, † 1742)

## Mafiosi(1)
- Matteo Messina Denaro, mafioso italiano (Castelvetrano, n. 1962 - L'Aquila, † 2023)

## Magistrati(1)
- Alberto Pironti, magistrato e politico italiano (Vallo della Lucania, n. 1867 - Roma, † 1936)

## Marciatori(1)
- Matteo Giupponi, marciatore italiano (Bergamo, n. 1988)

## Medaglisti(1)
- Matteo de' Pasti, medaglista e miniatore italiano (Verona - Rimini, † 1468)

## Medici(5)
- Matteo Corti, medico italiano (Pavia, n. 1475 - Pisa, † 1564)
- Matteo Gentili, medico e filosofo italiano (San Ginesio, n. 1517 - Londra, † 1602)
- Matteo Parisi, medico italiano (Bernalda - Roma, † 1669)
- Matteo Plateario, medico italiano (Salerno)
- Matteo Silvatico, medico italiano (Salerno, n. 1285 - † 1342)

## Mercanti(2)
- Matteo Coppola, mercante italiano († 1508)
- Matteo Polo, mercante e esploratore italiano (Venezia - Venezia)

## Mezzofondisti(1)
- Matteo Spanu, mezzofondista italiano (Udine, n. 1996)

## Militari(7)
- Matteo Colapietra, militare italiano (San Severo, n. 1970)
- Matteo Correale, militare italiano (Salerno, n. 1764 - Castellammare di Stabia, † 1836)
- Matteo Fornari, militare italiano (Montichiari, n. 1973)
- Matteo Negri, militare italiano (Palermo, n. 1818 - Scauri, † 1860)
- Matteo Palmieri, militare italiano (San Nicandro Garganico, n. 1889 - Foggia, † 1965)
- Matteo Vanzan, militare italiano (Dolo, n. 1981 - Nasiriyya, † 2004)
- Matteo Wade, militare irlandese (Irlanda, n. 1747 - † 1829)

## Miniatori(1)
- Matteo da Milano, miniatore italiano

## Missionari(1)
- Matteo Ripa, missionario italiano (Eboli, n. 1682 - Napoli, † 1746)

## Monaci cristiani(1)
- Matteo di Edessa, monaco cristiano bizantino (Edessa - Edessa, † 1144)

## Musicisti(3)
- Matteo Buzzanca, musicista, compositore e produttore discografico italiano (Roma, n. 1973)
- Matteo Cicchitti, musicista italiano (Atessa, n. 1979)
- Matteo Curallo, musicista, compositore e produttore discografico italiano (Asti, n. 1976)

## Neuroscienziati(1)
- Matteo Carandini, neuroscienziato italiano (Roma, n. 1967)

## Nobili(17)
- Matteo Boiardo, nobile italiano
- Matteo Bonello, nobile normanno (Palermo, † 1161)
- Matteo I di Montmorency, nobile francese († 1160)
- Matteo II Moncada, nobile, politico e militare italiano (Canicattì, † 1423)
- Matteo I Moncada, nobile, politico e militare italiano († 1378)
- Matteo I di Cefalonia, nobile italiano (Cefalonia - Cefalonia, † 1260)
- Matteo Rosso Orsini, nobile italiano (n. 1180 - † 1246)
- Matteo Paleologo Asen, nobile e generale bizantino († 1467)
- Matteo Palizzi, nobile (Messina, † 1353)
- Matteo Sacchetti, I marchese di Castelromano, nobile e diplomatico italiano (Roma, n. 1675 - Roma, † 1744)
- Matteo Sacchetti, I marchese di Castel Rigattini, nobile italiano (Firenze, n. 1593 - Roma, † 1659)
- Matteo Sclafani, nobile, politico e militare italiano († 1354)
- Matteo II Thun, nobile, mecenate e collezionista d'arte italiano (Trento, n. 1812 - Mezzocorona, † 1892)
- Matteo II Visconti, nobile (Milano - Saronno, † 1355)
- Matteo I Visconti, nobile (Invorio, n. 1250 - Crescenzago, † 1322)
- Matteo di Borbone, nobile e condottiero francese (Forez - Chambéon, † 1504)
- Matteo di Foix, nobile francese († 1453)

## Notai(1)
- Matteo dei Libri, notaio e scrittore italiano (Bologna, n. 1214 - Bologna, † 1275)

## Nuotatori(7)
- Matteo Ciampi, nuotatore italiano (Roma, n. 1996)
- Matteo Furlan, nuotatore italiano (San Vito al Tagliamento, n. 1989)
- Matteo Lamberti, nuotatore italiano (Brescia, n. 1999)
- Matteo Milli, nuotatore italiano (Roma, n. 1989)
- Matteo Pelliciari, ex nuotatore italiano (Milano, n. 1979)
- Matteo Restivo, nuotatore italiano (Udine, n. 1994)
- Matteo Rivolta, ex nuotatore italiano (Milano, n. 1991)

## Orafi(1)
- Matteo del Nassaro, orafo e musicista italiano (Verona - Parigi)

## Organari(1)
- Matteo da Prato, organaro italiano (Prato, n. 1391)

## Pallanuotisti(10)
- Matteo Aicardi, pallanuotista italiano (Finale Ligure, n. 1986)
- Matteo Astarita, pallanuotista italiano (Savona, n. 1985)
- Matteo Emmolo, pallanuotista italiano (Imperia, n. 1988)
- Matteo Gianazza, pallanuotista italiano (Legnano, n. 1999)
- Matteo Gitto, pallanuotista italiano (Roma, n. 1991)
- Matteo Iocchi Gratta, pallanuotista italiano (Berane, n. 2002)
- Matteo Leporale, pallanuotista italiano (Roma, n. 1983)
- Matteo Morelli, pallanuotista italiano (Napoli, n. 1995)
- Matteo Rauzino, pallanuotista italiano (Firenze, n. 1984)
- Matteo Sacco, ex pallanuotista italiano (Genova, n. 1986)

## Pallavolisti(12)
- Matteo Burgsthaler, ex pallavolista italiano (Trento, n. 1981)
- Matteo Chiappa, pallavolista italiano (Milano, n. 1993)
- Matteo Martino, pallavolista italiano (Alessandria, n. 1987)
- Matteo Mosterts, pallavolista italiano (Milano, n. 1986)
- Matteo Paoletti, pallavolista italiano (Ancona, n. 1982)
- Matteo Paris, pallavolista italiano (Anguillara Sabazia, n. 1983)
- Matteo Pedron, pallavolista italiano (Padova, n. 1992)
- Matteo Pesenti, ex pallavolista italiano (Bergamo, n. 1976)
- Matteo Piano, ex pallavolista italiano (Asti, n. 1990)
- Matteo Picchio, pallavolista italiano (Monza, n. 2000)
- Matteo Pistolesi, pallavolista italiano (Torino, n. 1995)
- Matteo Staforini, pallavolista italiano (Bergamo, n. 2003)

## Partigiani(1)
- Matteo Benussi, partigiano italiano (Rovigno, n. 1906 - Belgrado, † 1951)

## Patriarchi cattolici(1)
- Matteo di Costantinopoli, patriarca cattolico italiano († 1226)

## Patrioti(1)
- Matteo Raeli, patriota, giurista e politico italiano (Noto, n. 1812 - Noto, † 1875)

## Pattinatori artistici su ghiaccio(2)
- Matteo Guarise, pattinatore artistico su ghiaccio, pattinatore artistico a rotelle e modello italiano (Rimini, n. 1988)
- Matteo Rizzo, pattinatore artistico su ghiaccio italiano (Roma, n. 1998)

## Pattinatori di short track(1)
- Matteo Compagnoni, ex pattinatore di short track italiano (Bormio, n. 1991)

## Pattinatori di velocità su ghiaccio(1)
- Matteo Anesi, pattinatore di velocità su ghiaccio italiano (Trento, n. 1984)

## Pedagogisti(1)
- Matteo Perrini, pedagogista e storico della filosofia italiano (Laterza, n. 1925 - Brescia, † 2007)

## Pentatleti(1)
- Matteo Cicinelli, pentatleta italiano (Roma, n. 1998)

## Personaggi televisivi(1)
- Matteo Viviani, personaggio televisivo italiano (Seriate, n. 1974)

## Pianisti(2)
- Matthew Lee, pianista e cantante italiano (Pesaro, n. 1982)
- Matteo Ramon Arevalos, pianista e compositore italiano (Ravenna)

## Piloti automobilistici(4)
- Matteo Bobbi, ex pilota automobilistico, personaggio televisivo e commentatore televisivo italiano (Milano, n. 1978)
- Matteo Cairoli, pilota automobilistico italiano (Como, n. 1996)
- Matteo Cressoni, pilota automobilistico italiano (Volta Mantovana, n. 1984)
- Matteo Nannini, pilota automobilistico italiano (Faenza, n. 2003)

## Piloti di rally(1)
- Matteo Gamba, pilota di rally italiano (Bergamo, n. 1979)

## Piloti motociclistici(7)
- Matteo Baiocco, pilota motociclistico italiano (Osimo, n. 1984)
- Matteo Bertelle, pilota motociclistico italiano (Monselice, n. 2004)
- Matteo Bonini, pilota motociclistico italiano (Castelnovo ne' Monti, n. 1985)
- Matteo Ferrari, pilota motociclistico italiano (Rimini, n. 1997)
- Matteo Grattarola, pilota motociclistico italiano (Bellano, n. 1988)
- Matteo Rubin, pilota motociclistico italiano (Correggio, n. 1973)
- Matteo Vannucci, pilota motociclistico italiano (Bagno a Ripoli, n. 2003)

## Pistard(2)
- Matteo Bianchi, pistard italiano (Bolzano, n. 2001)
- Matteo Donegà, pistard e ciclista su strada italiano (Bondeno, n. 1998)

## Pittori(33)
- Matteo Balducci, pittore italiano (Fontignano - Città della Pieve)
- Matteo Battaglia, pittore italiano (Ragusa Ibla, n. 1700 - Ragusa, † 1777)
- Matteo Bonechi, pittore italiano (Firenze, n. 1669 - Firenze, † 1756)
- Matteo Borbone, pittore italiano (Bologna, n. 1610 - Bologna, † 1689)
- Matteo Brida, pittore italiano (Verona, n. 1699 - † 1744)
- Matteo Cesa, pittore italiano (Limana - Belluno)
- Matteo Cilento, pittore italiano (San Mauro Cilento, n. 1829 - † 1916)
- Matteo Confortini, pittore italiano (Firenze - Firenze)
- Matteo Desiderato, pittore italiano (Sciacca, n. 1750 - Catania, † 1827)
- Matteo Discepolo, pittore e scultore italiano (Salerno, n. 1932)
- Matteo de' Fedeli, pittore italiano (n. 1450 - † 1505)
- Matteo Giovannetti, pittore italiano (Viterbo)
- Matteo Greuter, pittore e incisore tedesco (Strasburgo, n. 1566 - Roma, † 1638)
- Matteo Ingoli, pittore italiano (Ravenna, n. 1586 - Venezia, † 1631)
- Matteo Lappoli, pittore italiano (Arezzo, n. 1450 - † 1504)
- Matteo Loves, pittore italiano
- Matteo Marinelli, pittore italiano († 1772)
- Matteo Masiello, pittore italiano (Palo del Colle, n. 1933 - Bitonto, † 2020)
- Matteo di Giovanni, pittore italiano (Borgo Sansepolcro - Siena, † 1495)
- Matteo da Gualdo, pittore italiano (Gualdo Tadino - Gualdo Tadino, † 1507)
- Matteo Montani, pittore e scultore italiano (Roma, n. 1972)
- Matteo Olivero, pittore e scultore italiano (Acceglio, n. 1879 - Saluzzo, † 1932)
- Matteo di Pacino, pittore italiano
- Matteo Pannaria, pittore italiano (Palermo)
- Matteo Pedrali, pittore italiano (Palazzolo sull'Oglio, n. 1913 - Palazzolo sull'Oglio, † 1980)
- Matteo Antonio Picasso, pittore italiano (Recco, n. 1794 - Genova, † 1879)
- Matteo Ponzone, pittore italiano (Venezia, n. 1583)
- Matteo Pérez, pittore e incisore italiano (Alezio - Lima, † 1628)
- Matteo Ragonisi, pittore italiano (Acireale, n. 1660 - † 1734)
- Matteo Rosselli, pittore italiano (Firenze, n. 1578 - Firenze, † 1650)
- Matteo Tassi, pittore italiano (n. 1831 - Perugia, † 1895)
- Matteo Tevini, pittore italiano (Trento, n. 1869 - Torino, † 1946)
- Matteo Zaccolini, pittore, presbitero e matematico italiano (Cesena, n. 1574 - Roma, † 1630)

## Poeti(8)
- Matteo degli Albizzi, poeta italiano (Firenze)
- Matteo Campori, poeta, politico e collezionista d'arte italiano (Modena, n. 1856 - † 1933)
- Matteo Correggiaio, poeta italiano (Bologna)
- Matteo Fantuzzi, poeta italiano (Castel San Pietro Terme, n. 1979)
- Matteo Frescobaldi, poeta italiano (Firenze - Firenze, † 1348)
- Matteo Maria Boiardo, poeta e letterato italiano (Scandiano, n. 1441 - Reggio Emilia, † 1494)
- Matteo Ronto, poeta e latinista italiano (Creta - Ferrara, † 1442)
- Matteo da Correggio, poeta italiano

## Politici(44)
- Matteo Adinolfi, politico italiano (Latina, n. 1963)
- Matteo Agnes, politico italiano (Bardonecchia, n. 1791 - Campiglione, † 1881)
- Matteo Agosta, politico italiano (Vizzini, n. 1922 - Catania, † 1964)
- Matteo Luigi Bianchi, politico italiano (Milano, n. 1979)
- Matteo Biffoni, politico italiano (Prato, n. 1974)
- Matteo Bonino, politico italiano (Torino, n. 1900 - Carro, † 1991)
- Matteo Bragadin, politico italiano (Venezia, n. 1680 - Venezia, † 1777)
- Matteo Bragantini, politico italiano (Verona, n. 1975)
- Matteo Buttafuoco, politico francese (Vescovato, n. 1731 - Bastia, † 1806)
- Matteo Ciacci, politico sammarinese (Borgo Maggiore, n. 1990)
- Matteo Colaninno, politico e imprenditore italiano (Mantova, n. 1970)
- Matteo Dall'Osso, politico e attivista italiano (Bologna, n. 1978)
- Matteo Fantasia, politico e scrittore italiano (Conversano, n. 1916 - Conversano, † 1994)
- Matteo Fiorini, politico sammarinese (Città di San Marino, n. 1978)
- Matteo Angelo Galdi, politico, giurista e pedagogo italiano (Pellezzano, n. 1765 - Napoli, † 1821)
- Matteo Gay, politico italiano (Prarostino, n. 1879 - Torre Pellice, † 1948)
- Matteo Gazzini, politico italiano (Bolzano, n. 1985)
- Matteo Gelmetti, politico italiano (Verona, n. 1975)
- Matteo Graziano, politico italiano (Calatafimi Segesta, n. 1941 - Palermo, † 2013)
- Matteo Hallissey, politico italiano (Bologna, n. 2003)
- Matteo Renato Imbriani, politico italiano (Napoli, n. 1843 - San Martino Valle Caudina, † 1901)
- Matteo Lepore, politico italiano (Bologna, n. 1980)
- Matteo Luciani, politico italiano (Salerno, n. 1812 - Napoli, † 1888)
- Matteo Mantero, politico italiano (Loano, n. 1974)
- Matteo Mauri, politico italiano (Milano, n. 1970)
- Matteo Mazziotti, politico e storico italiano (Napoli, n. 1851 - Roma, † 1928)
- Matteo Mecacci, politico e diplomatico italiano (Firenze, n. 1975)
- Matteo Micheli, politico italiano (Brescia, n. 1979)
- Matteo Muratori, politico italiano (Palermo, n. 1810 - Palermo, † 1893)
- Matteo Orfini, politico italiano (Roma, n. 1974)
- Matteo Perego di Cremnago, politico italiano (Milano, n. 1982)
- Matteo Piredda, politico italiano (Paulilatino, n. 1933)
- Matteo Renzi, politico italiano (Firenze, n. 1975)
- Matteo Rescigno, politico italiano (Roccapiemonte, n. 1895 - † 1981)
- Matteo Ricci, politico italiano (Macerata, n. 1826 - Firenze, † 1896)
- Matteo Ricci, politico italiano (Pesaro, n. 1974)
- Matteo Richetti, politico italiano (Sassuolo, n. 1974)
- Matteo Rossi, politico italiano (n. 1879 - † 1951)
- Matteo Rosso, politico italiano (Genova, n. 1967)
- Matteo Salvini, politico italiano (Milano, n. 1973)
- Matteo Tonengo, politico e partigiano italiano (Chivasso, n. 1907 - Chivasso, † 1955)
- Matteo Zane, politico, diplomatico e patriarca cattolico italiano (Venezia, n. 1545 - Venezia, † 1605)
- Matteo III da Correggio, politico italiano (Parma)
- Matteo II da Correggio, politico italiano (Correggio)

## Politologi(1)
- Matteo Truffelli, politologo italiano (Parma, n. 1970)

## Powerlifter(1)
- Matteo Cattini, powerlifter italiano (Mantova, n. 1984)

## Presbiteri(8)
- Matteo Barbieri, presbitero e matematico italiano (Verona, n. 1743 - Napoli, † 1789)
- Matteo Bosso, presbitero e umanista italiano (Verona - Padova, † 1502)
- Matteo Campani, presbitero, inventore e ottico italiano (Castel San Felice, n. 1620 - Roma)
- Matteo Correa Magallanes, presbitero messicano (Tepechitlán, n. 1866 - Durango, † 1927)
- Matteo La Grua, presbitero italiano (Castelbuono, n. 1914 - Palermo, † 2012)
- Matteo La Manna, presbitero, missionario e gesuita italiano (Mesoraca, n. 1710 - Mesoraca, † 1772)
- Matteo Nieves, presbitero messicano (n. 1882 - Cortázar, † 1928)
- Matteo Sciambra, presbitero italiano (Contessa Entellina, n. 1914 - San Lorenzo, † 1967)

## Progettisti(1)
- Matteo Ceirano, progettista, imprenditore e pilota automobilistico italiano (Cuneo, n. 1870 - Torino, † 1941)

## Pugili(2)
- Matteo Salvemini, ex pugile e allenatore di pugilato italiano (Barletta, n. 1953)
- Matteo Signani, pugile italiano (Savignano sul Rubicone, n. 1979)

## Rapper(5)
- Nerissima Serpe, rapper italiano (Siziano, n. 2000)
- Frank Siciliano, rapper, beatmaker e regista italiano (Treviso, n. 1979)
- Vegas Jones, rapper italiano (Cinisello Balsamo, n. 1994)
- Ernia, rapper italiano (Milano, n. 1993)
- Ape, rapper italiano (Milano, n. 1978)

## Registi(7)
- Matteo Cerami, regista e sceneggiatore italiano (Roma, n. 1981)
- Matteo Garrone, regista, sceneggiatore e produttore cinematografico italiano (Roma, n. 1968)
- Matteo Lolletti, regista, sceneggiatore e produttore cinematografico italiano (Forlimpopoli, n. 1973)
- Matteo Botrugno e Daniele Coluccini, regista italiano (Roma, n. 1981)
- Matteo Oleotto, regista italiano (Gorizia, n. 1977)
- Matteo Rovere, regista, sceneggiatore e produttore cinematografico italiano (Roma, n. 1982)
- Matteo Vicino, regista, sceneggiatore e montatore italiano (Bologna, n. 1972)

## Religiosi(5)
- Matteo Carreri, religioso italiano (Mantova, n. 1420 - Vigevano, † 1470)
- Matteo Madao, religioso e scrittore italiano (Ozieri, n. 1733 - Cagliari, † 1800)
- Matteo da Bascio, religioso italiano (Pennabilli, n. 1495 - Venezia, † 1552)
- Matteo l'eremita, religioso siriaco
- Fedele Tirrito, religioso, letterato e pittore italiano (San Biagio Platani, n. 1717 - Palermo, † 1801)

## Rugbisti a 15(10)
- Matteo Appiani, ex rugbista a 15 italiano (Brescia, n. 1991)
- Matteo Barbini, ex rugbista a 15 italiano (Venezia, n. 1982)
- Matteo Corazzi, ex rugbista a 15 e dirigente sportivo italiano (Gubbio, n. 1994)
- Matteo Dell'Acqua, rugbista a 15 italiano (Cuggiono, n. 1991)
- Matteo Ferro, rugbista a 15 italiano (Rovigo, n. 1992)
- Matteo Foschi, ex rugbista a 15 e allenatore di rugby a 15 italiano (Milano, n. 1977)
- Matteo Minozzi, rugbista a 15 italiano (Padova, n. 1996)
- Matteo Pratichetti, rugbista a 15 italiano (Roma, n. 1985)
- Matteo Silini, rugbista a 15, ingegnere e dirigente d'azienda italiano (Fidenza, n. 1933 - Padova, † 2007)
- Matteo Zanusso, ex rugbista a 15 italiano (San Donà di Piave, n. 1993)

## Saggisti(3)
- Matteo Borsa, saggista, critico letterario e filosofo italiano (Mantova, n. 1751 - Mantova, † 1798)
- Matteo Meschiari, saggista italiano (Modena, n. 1968)
- Matteo Stefanelli, saggista, blogger e critico letterario italiano (Milano, n. 1975)

## Santi(1)
- Matteo, santo (Cafarnao - Etiopia)

## Scacchisti(1)
- Matteo Gladig, scacchista italiano (Trieste, n. 1880 - † 1915)

## Schermidori(6)
- Matteo Betti, schermidore italiano (Siena, n. 1985)
- Matteo Galassi, schermidore italiano (Cesena, n. 2005)
- Matteo Neri, schermidore italiano (Faenza, n. 1999)
- Matteo Rossi, schermidore italiano (Ravenna, n. 2005)
- Matteo Tagliariol, schermidore italiano (Treviso, n. 1983)
- Matteo Zennaro, ex schermidore italiano (Venezia, n. 1976)

## Scialpinisti(1)
- Matteo Eydallin, scialpinista italiano (Torino, n. 1985)

## Sciatori alpini(9)
- Matteo Belfrond, ex sciatore alpino italiano (n. 1967)
- Matteo Berbenni, ex sciatore alpino italiano (n. 1979)
- Matteo Canins, sciatore alpino italiano (n. 1998)
- Matteo De Vettori, ex sciatore alpino italiano (Rovereto, n. 1993)
- Matteo Franzoso, sciatore alpino italiano (Genova, n. 1999)
- Matteo Gatti, sciatore alpino sanmarinese (San Marino, n. 2001)
- Matteo Haas, sciatore alpino austriaco (n. 2004)
- Matteo Marsaglia, ex sciatore alpino italiano (Roma, n. 1985)
- Matteo Nana, ex sciatore alpino italiano (Sondrio, n. 1974)

## Sciatori nautici(1)
- Matteo D'Alberto, sciatore nautico italiano (Milano, n. 1984)

## Scienziati(1)
- Matteo Tondi, scienziato e mineralogista italiano (San Severo, n. 1762 - Napoli, † 1835)

## Scrittori(18)
- Matteo B. Bianchi, scrittore e autore televisivo italiano (Locate di Triulzi, n. 1966)
- Matteo Bittanti, scrittore e docente italiano (Milano, n. 1975)
- Matteo Bortolotti, scrittore italiano (Bologna, n. 1980)
- Matteo Campagnoli, scrittore e traduttore italiano (Milano, n. 1970)
- Matteo Cavezzali, scrittore italiano (Ravenna, n. 1983)
- Matteo Cellini, scrittore italiano (Urbino, n. 1978)
- Matteo Contugi, scrittore italiano (Volterra - † 1491)
- Matteo Corradini, scrittore e ebraista italiano (Borgonovo Val Tidone, n. 1975)
- Matteo Galiazzo, scrittore e programmatore italiano (Padova, n. 1970)
- Matteo Gaudioso, scrittore, storico e politico italiano (Francofonte, n. 1892 - Catania, † 1985)
- Matteo dall'Isola, scrittore e umanista italiano (Isola Maggiore)
- Matteo Melchiorre, scrittore italiano (Feltre, n. 1981)
- Matteo Nucci, scrittore italiano (Roma, n. 1970)
- Matteo Pelliti, scrittore, poeta e saggista italiano (Sarzana, n. 1972)
- Matteo Porru, scrittore italiano (Roma, n. 2001)
- Matteo Righetto, scrittore italiano (Padova, n. 1972)
- Matteo Strukul, romanziere e sceneggiatore italiano (Padova, n. 1973)
- Matteo Terzaghi, scrittore e artista svizzero (Bellinzona, n. 1970)

## Scultori(11)
- Matteo Antegnati, scultore italiano (Antegnate, n. 1528)
- Matteo Bottiglieri, scultore e pittore italiano (Castiglione del Genovesi, n. 1684 - Napoli, † 1757)
- Matteo da Napoli, scultore italiano (Napoli - Amatrice)
- Matteo Civitali, scultore italiano (Lucca, n. 1436 - Lucca, † 1502)
- Matteo Ferrucci, scultore italiano (Fiesole, n. 1570 - Firenze, † 1651)
- Matteo Garvo Allio, scultore italiano (Scaria - Vicenza, † 1670)
- Matteo di Cione, scultore italiano (Firenze)
- Matteo Moranzone, scultore e intagliatore italiano (Venezia - Zara, † 1462)
- Matteo Sanmicheli, scultore italiano (Porlezza, n. 1480)
- Matteo Trovato, scultore italiano (Barcellona Pozzo di Gotto, n. 1870 - Barcellona Pozzo di Gotto, † 1949)
- Matteo da Campione, scultore italiano (Campione d'Italia, n. 1335 - Monza, † 1396)

## Siepisti(1)
- Matteo Villani, siepista italiano (San Secondo Parmense, n. 1982)

## Storici(8)
- Matteo Camera, storico, antiquario e numismatico italiano (Amalfi, n. 1807 - Salerno, † 1891)
- Matteo Egizio, storico, bibliotecario e numismatico italiano (Napoli, n. 1674 - Napoli, † 1745)
- Matteo Fraccacreta, storico e poeta italiano (San Severo, n. 1772 - Torremaggiore, † 1857)
- Matteo Pizzigallo, storico e saggista italiano (Martina Franca, n. 1950 - Roma, † 2018)
- Matteo Salonia, storico italiano (Milano, n. 1986)
- Matteo Sanfilippo, storico italiano (Firenze, n. 1956)
- Matteo Vecchiazzani, storico italiano (n. 1568 - † 1674)
- Matteo Villani, storico e scrittore italiano (Firenze, n. 1283 - † 1363)

## Tennistavolisti(1)
- Matteo Parenzan, tennistavolista italiano (Trieste, n. 2003)

## Tennisti(6)
- Matteo Arnaldi, tennista italiano (Sanremo, n. 2001)
- Matteo Berrettini, tennista italiano (Roma, n. 1996)
- Matteo Gigante, tennista italiano (Roma, n. 2002)
- Matteo Marighella, tennista italiano (Ravenna, n. 1979)
- Matteo Marrai, ex tennista italiano (Pisa, n. 1986)
- Matteo Trevisan, ex tennista italiano (Firenze, n. 1989)

## Tenori(1)
- Matteo Babini, tenore italiano (Bologna, n. 1754 - Bologna, † 1816)

## Teologi(1)
- Matteo Busale, teologo italiano (Napoli)

## Traduttori(1)
- Matteo Codignola, traduttore e scrittore italiano (Genova, n. 1960)

## Tuffatori(1)
- Matteo Santoro, tuffatore italiano (Roma, n. 2006)

## Umanisti(1)
- Matteo Palmieri, umanista e politico italiano (Firenze, n. 1406 - Firenze, † 1475)

## Velisti(3)
- Matteo Iachino, velista italiano (Savona, n. 1989)
- Matteo Miceli, velista italiano (Roma, n. 1970)
- Matteo Nicolucci, velista italiano (Roma, n. 1972)

## Velocisti(2)
- Matteo Galvan, velocista italiano (Vicenza, n. 1988)
- Matteo Melluzzo, velocista italiano (Siracusa, n. 2002)

## Vescovi(1)
- Matteo di Albano, vescovo e cardinale francese (Champagne-Ardenne - Pisa, † 1135)

## Vescovi cattolici(15)
- Matteo Bandello, vescovo cattolico e scrittore italiano (Castelnuovo Scrivia, n. 1485 - Bazens, † 1561)
- Matteo Barbabianca, vescovo cattolico italiano (Capodistria, n. 1532 - Pola, † 1582)
- Matteo Boniperti, vescovo cattolico italiano (Novara - Mantova, † 1444)
- Matteo Concini, vescovo cattolico italiano (Penna, n. 1501 - † 1573)
- Matteo Guimerà, vescovo cattolico e francescano italiano (Agrigento - Palermo, † 1450)
- Matteo Muscella, vescovo cattolico italiano (Santo Stefano di Mistretta, n. 1652 - † 1716)
- Matteo Orlando, vescovo cattolico italiano (Carini, n. 1610 - † 1695)
- Matteo Orsini, vescovo cattolico italiano (Roma, † 1322)
- Matteo Pellegrino, vescovo cattolico italiano (Boves, n. 1877 - Torino, † 1936)
- Matteo Pio, vescovo cattolico italiano (Reggio Emilia, † 1276)
- Matteo Priuli, vescovo cattolico italiano (Venezia, n. 1528 - Venezia, † 1595)
- Matteo Ravnikar, vescovo cattolico, educatore e scrittore sloveno (Vače, insediamento di Litija, n. 1776 - Trieste, † 1845)
- Ildefonso Rea, vescovo cattolico e abate italiano (Arpino, n. 1896 - Abbazia di Montecassino, † 1971)
- Matteo Guido Sperandeo, vescovo cattolico italiano (Lauro, n. 1908 - Visciano, † 1987)
- Matteo Zhen Xuebin, vescovo cattolico cinese (Changzhi, n. 1970)

## Vescovi cristiani orientali(3)
- Matteo I di Alessandria, vescovo cristiano orientale egiziano (Egitto - Egitto, † 1408)
- Matteo II di Alessandria, vescovo cristiano orientale egiziano (Egitto - Egitto, † 1465)
- Matteo IV di Alessandria, vescovo cristiano orientale egiziano (Meer - Egitto, † 1675)

## Vetrai(1)
- Matteo Buzzone, vetraio italiano (Altare - Roma)

## Violinisti(1)
- Matteo Fedeli, violinista e violista italiano (Milano, n. 1972)

## Senza attività specificata(8)
- Matteo Berselli, cantante castrato italiano
- Matteo Bisiani, ex arciere italiano (Monfalcone, n. 1976)
- Matteo Cantacuzeno, bizantino (Mistra - Mistra)
- Matteo Mandelli († 1392)
- Matteo di Lorena, conte (n. 1137 - Driencourt, † 1173)
- Matteo Mazzantini, allenatore di rugby a 15, dirigente sportivo e ex rugbista a 15 italiano (Livorno, n. 1976)
- Matteo Paris, inglese (Hildersham, n. 1200 - St Albans, † 1259)
- Matteo Sassano, cantante castrato italiano (San Severo, n. 1667 - Napoli, † 1737)